# Taufbecken (Schwenningen)

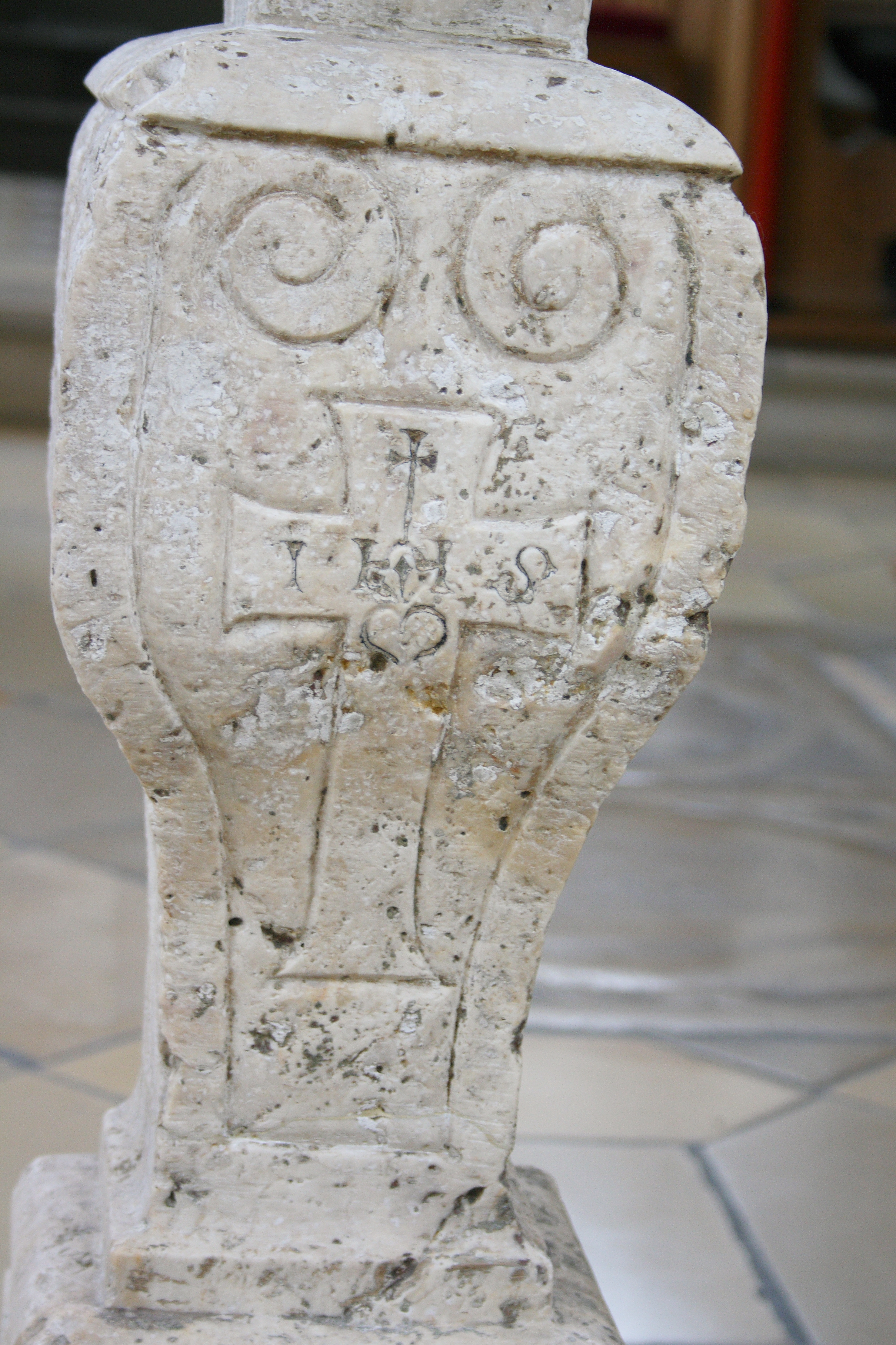
Taufbecken in Schwenningen

Das Taufbecken in der katholischen Pfarrkirche St. Ulrich und Johannes Baptist in Schwenningen, einer Gemeinde im Landkreis Dillingen an der Donau im bayerischen Regierungsbezirk Schwaben, wurde um 1700 geschaffen. Das Taufbecken ist als Teil der Kirchenausstattung ein geschütztes Baudenkmal.
Das Taufbecken aus Kalkstein besteht aus einer Muschelschale auf quadratischem Balusterfuß und einem oktogonalen, kuppelförmigen Deckel.
An der Außenseite ist ein Kreuz mit den Monogrammen Christi, Marias und des heiligen Joseph angebracht.